# The Paper
The Paper er en kommende amerikansk mockumentary sitcom tv-serie skabt af Greg Daniels og Michael Koman. Serien er en efterfølger til den amerikanske mockumentary serie The Office (US), der oprindeligt blev vist på NBC fra 2005 til 2013. The Paper vil have Domhall Gleeson og Sabrina Impacciatore som hovedkarakterer. Serien er sat til at have premiere d. 4. september 2025 på streamingtjenesten Peacock.

## Handling
I Toledo, Ohio, sætter et dokumentarhold fokus på The Truth Teller — en historisk, men presset lokalavis, der forsøger at genopfinde sig selv ved hjælp af frivillige skribenter.

## Medvirkende

### Hovedroller
- Domhnall Gleeson
- Sabrina Impacciatore
- Melvin Gregg
- Chelsea Frei
- Ramona Young
- Gbemisola Ikumelo
- Alex Edelman
- Tim Key
- Eric Rahill

### Faste medvirkende
- Duane Shepard Sr.
- Allan Havey
- Nate Jackson
- Mo Welch
- Nancy Lenehan
- Molly Ephraim
- Tracy Letts
- Oscar Nuñez som Oscar Martinez

## Produktion

### Udvikling
I januar 2024 blev det annonceret, at Greg Daniels (skaberen af den amerikanske mockumentary-sitcom The Office) var ved at udvikle en opfølgende serie til The Office. Opfølgeren foregår i et nyt kontor med nye karakterer, men i samme fiktive univers som den oprindelige serie. I marts 2024 blev det samtidig offentliggjort, at den kommende mockumentary-serie vil blive skabt i fællesskab af Daniels og Michael Koman.
I maj 2024 blev det annonceret, at Peacock havde bestilt en unavngiven mockumentary-serie, skabt af Daniels og Koman, som vil følge det fiktive dokumentarhold, der tidligere fulgte Dunder Mifflins afdeling i Scranton, Pennsylvania. Denne gang følger holdet en historisk, men skrantende avis i Midtvesten og dens udgiver, som forsøger at genoplive avisen ved hjælp af frivillige skribenter. I juni 2024 blev seriens titel afsløret som "The Paper". Produktion af The Paper begyndte i juli 2024. Den fiktive avis, som serien kredser om, blev senere afsløret til at hedde The Truth Teller og være beliggende i Toledo, Ohio.
Serien er produceret af Greg Daniels, Michael Koman, Ricky Gervais, Stephen Merchant, Howard Klein og Ben Silverman. Produktionsselskabet bag serien er Universal Television.

## Casting
| Domhnall Gleeson og Sabrina Impacciatore er seriens hovedkarakterer |  | Domhnall Gleeson og Sabrina Impacciatore er seriens hovedkarakterer |
| Domhnall Gleeson og Sabrina Impacciatore er seriens hovedkarakterer |  |                                                                     |

I april 2024 blev det annonceret, at Domhnall Gleeson og Sabrina Impacciatore får hovedrollerne i serien.
I september 2024 sluttede Melvin Gregg, Chelsea Frei og Ramona Young sig til rollelisten. Måneden efter blev Gbemisola Ikumelo, Alex Edelman, Tim Key og Eric Rahill castet, og i november blev Allan Havey, Nancy Lenehan, Molly Ephraim og Tracy Letts tilføjet som tilbagevendende medvirkende.
I februar 2025 blev det offentliggjort, at skuespilleren Oscar Nunez vil gentage sin rolle som Oscar Martinez fra The Office.